# Observatoire astronomique de Capodimonte
L'Observatoire astronomique de Capodimonte (Osservatorio Astronomico di Capodimonte) est le département napolitain de l'Institut national d'astrophysique (Istituto Nazionale di Astrofisica, INAF), le plus important centre de recherche italien qui favorise, développe et réalise des études scientifiques dans les domaines de l'astronomie, de l'astrophysique et des études spatiales.
L'Observatoire astronomique est situé à Naples, en Italie, sur la colline de Capodimonte, où l'on peut admirer le magnifique panorama de la ville et le golfe de Naples, du Vésuve au château Sant'Elmo à travers Sorrente et l'île de Capri.
L'Observatoire est engagé dans des importants projets et recherches internationaux, comme les missions spatiales Solar Orbiter et ExoMars, les études des ondes gravitationnelles et le développement d'outils pour E-ELT, le télescope européen géant de la prochaine génération.

## Histoire
L'Observatoire astronomique de Naples a été créé par Joseph Bonaparte avec un décret daté du 29 janvier 1807 dans l'ancien monastère de San Gaudioso sur la colline de Caponapoli. L'astronome Giuseppe Cassella fut le premier directeur de l'Observatoire napolitain. Lorsque Joachim Murat fut nommé roi de Naples, il a approuvé le 8 mars 1812 la fondation d'un nouvel observatoire sur la colline de Miradois, située non loin du palais royal de Capodimonte. L'astronome Federigo Zuccari et l'architecte Stefano Gasse (it) ont conçu un bâtiment monumental dans le style néoclassique, le premier à être conçu dans la capitale du royaume de Naples. Le 4 novembre 1812, la première pierre du nouvel observatoire fut posée par une cérémonie solennelle présidée par le ministre de l'Intérieur, Giuseppe Zurlo. Défini par l'astronome Franz Xaver von Zach "Le Vésuve de l'Astronomie jetant de l'or", le nouvel observatoire était équipé d'une collection de nouveaux télescopes parmi les plus avancés, comme le télescope équatorial de Fraunhofer avec un objectif de 17,5 cm, le plus grand fait jusqu'à ce moment, et deux cercles répétiteurs réalisé par la société Reichenbach & Utzschneider à Munich.
Au milieu de 1815, Ferdinand Ier de Bourbon redevint roi de Naples et appela dans la capitale l'astronome Giuseppe Piazzi pour superviser l'achèvement des travaux de construction du bâtiment avec l'aide de Pietro Bianchi, l'architecte de la Basilique San Francesco di Paola. Le nouvel observatoire fut achevé en automne 1819. L'astronome Carlo Brioschi fit la première observation depuis le dôme Est de l'Observatoire dans la nuit du 17 décembre 1819, en observant l'étoile α Cassiopeia.

## Description
Il dispose d'un télescope Ritchey-Chrétien, d'un cercle méridien, d'une lunette astronomique en état de marche datant de 1863, d'un musée des instruments d'astronomie ainsi que d'un planétarium.

## Directeurs
- Giuseppe Cassella (1791-1808)
- Ferdinando Messia de Prado (1809-1810)
- Federigo Zuccari (1811-1817)
- Carlo Brioschi (1817-1833)
- Ernesto Capocci (1833-1850)
- Leopoldo Del Re (1850-1855) interim
- Leopoldo Del Re (1855-1860)
- Ernesto Capocci (1860-1864)
- Annibale de Gasparis (1864-1889)
- Emmanuele Fergola (1889-1909)
- Francesco Contarino (1910-1912)
- Azeglio Bemporad (1912-1934)
- Luigi Carnera (1934-1948)
- Attilio Colacevich (1948-1953)
- Tito Nicolini (1953-1955) incaricato
- Massimo Cimino (1955-1957)
- Tito Nicolini (1957-1969)
- Mario Rigutti (1969-1992)
- Massimo Capaccioli (1993-2005)
- Luigi Colangeli (2005-2010)
- Massimo Della Valle (2010-2017)
- Marcella Marconi (2018-2023)
- Pietro Schipani (2024- )